# ألبرت سوتون
ألبرت سوتون (بالإنجليزية: Albert Sutton)‏ هو سياسي أسترالي وبريطاني (وحمل سابقاً جنسية المملكة المتحدة لبريطانيا العظمى وأيرلندا)، ولد في 11 ديسمبر 1874، وتوفي في 2 نوفمبر 1946. حزبياً، نشط في Liberal Federation ‏. وقد انتخب عضو مجلس النواب جنوب أستراليا من الجمعية عن دائرة Electoral district of East Torrens ‏ وقد انضم خلال فترته النيابية (26 مارس 1927 – 4 أبريل 1930) للكتلة البرلمانية Liberal Federation ‏.